# Großer Brombachsee
Der Große Brombachsee ist ein Stausee im Süden Mittelfrankens und bildet zusammen mit seinen beiden Vorsperren Kleiner Brombachsee und Igelsbachsee den Brombachsee. Im Jahr 2000 eingeweiht, ist er der größte Stausee des Fränkischen Seenlands und größtes Stillgewässer Frankens. Der See gehört sowohl von der Fläche als auch vom Speichervolumen zu den größten Talsperren Deutschlands. Er dient neben dem Hochwasserschutz im Altmühltal vor allem der Wasserregulierung für das regenarme Nordbayern. Dazu kann der See über die kontinentale Wasserscheide hinweg aus der Altmühl über den Altmühlsee bis zum Stauziel von 410,5 m befüllt werden. Über kleinere Nebenflüsse kann Wasser in die dem Main zufließende Regnitz bis zur Absenkgrenze von 403,5 m abgegeben werden. Außer wasserwirtschaftlichen Zwecken dient der See auch der Freizeit und Erholung.

## Geographie
Der Große Brombachsee liegt rund 37 Kilometer Luftlinie südlich von Nürnberg und 13 Kilometer östlich von Gunzenhausen. Der größte Teil des Sees gehört dem Landkreis Weißenburg-Gunzenhausen an, ein kleiner Teil des nördlichen Seeufers liegt im Landkreis Roth. Er liegt in einem sich nach Osten hin öffnenden Tal und ist von Wäldern umgeben. Seine maximale Wassertiefe beträgt 32,5 Meter, die Uferlänge 17,5 Kilometer.
Der Stausee liegt im regenarmen Mittelfranken und ist zusammen mit weiteren Seen Teil des Fränkischen Seenlandes. Im Westen grenzt er unmittelbar an den höher liegenden Kleinen Brombachsee (Brombachvorsperre) und im Nordwesten an den ebenfalls höher liegenden Igelsbachsee (Igelsbachvorsperre). Zwei lange Dämme trennen die beiden Vorsperren vom Großen Brombachsee.
Aus diesen Vorsperren wird der See befüllt, vor allem aus dem Kleinen Brombachsee, der sein Wasser wiederum aus dem Altmühlüberleiter bezieht. Seeabfluss ist der Brombach im Osten, der den See zu Füßen seines Staudamms verlässt und wenige Kilometer weiter östlich bei Pleinfeld in die Schwäbische Rezat mündet.

## Staudamm
Der Große Brombachsee ist eine Talsperre, als deren Absperrbauwerk ein Erddamm von 1,7 Kilometer Länge mit einer Kerninnendichtung dient. Der mehrstufige Dammaufbau besteht aus Stützkörper, Dammkern, Dichtungswand, Filterschichten, Herdmauer mit Kontrollgang, Flächenfilter und Untergrundschlitzwand. Auf der Luftseite des Staudammes liegt am Betriebsauslass das Krafthaus Brombachsee, das mit zwei Durchströmturbinen von je 315 Kilowatt Auslegungsleistung bei einem Nutzgefälle von 32 Metern elektrischen Strom aus dem in den Unterlauf des Brombaches abgegebenem Wasser erzeugen kann. Der Ausbaudurchfluss jeder der beiden Turbinen liegt dabei bei 1,2 m³/s, die jährliche Stromerzeugung im Mittel bei 1,6 Mio. kWh.

## Freizeitangebot
Der See mitsamt der gesamten fränkischen Seenlandschaft ist ein wichtiges Naherholungsgebiet für den Ballungsraum Nürnberg. Zu den Freizeitangeboten zählen unter anderem Wassersport einschließlich Baden, Segeln, Windsurfen, Kitesurfen und Rundfahrten mit dem Trimaran MS Brombachsee.
Das Wassersportzentrum der Friedrich-Alexander-Universität Erlangen-Nürnberg, das im Juli 2003 in Betrieb genommen wurde, befindet sich am südlichen Ende des Damms am Großen Brombachsee und bietet für Universitätsangehörige Segelkurse mit Jollen oder Katamaranen, Kajakfahren und Triathlon an.
Seit 2013 sorgt neben der DLRG und der Wasserwacht des Roten Kreuzes auch der Freiwillige Seenotdienst (FSD) für die Sicherheit auf dem Wasser.
Die Wasserqualität wird im Sommer oft durch Algen beeinträchtigt. Dieses Problem tritt häufig am Altmühlsee, am kleinen Brombachsee und am Igelsbachsee auf. Der große Brombachsee bleibt auf Grund seiner großen Wassertiefe meist vom Algenphänomen verschont. Wenn jedoch in den Zulaufseen das Algenproblem auftritt, wird oft kein neues Wasser in den See gespeist, wodurch der Wasserspiegel im Sommer deutlich sinkt.
Nachdem der Segelsport rückläufig ist und immer mehr der vorhandenen Wasserliegeplätze, die nie vollständig vermietet waren, frei bleiben, wurde das Projekt „Floating Village Brombachsee“ im Hafen Ramsberg ins Leben gerufen. Auf den freien Liegeplätzen wurden bis 2018 15 schwimmende Ferienhäuser errichtet, zu denen 2019 vier weitere sowie ein schwimmendes Restaurant kommen sollen. Die Häuser werden verkauft, die Eigentümer können sie sieben Wochen im Jahr selbst nutzen, müssen sie aber für den Rest des Jahres zur Vermietung zur Verfügung stellen.
Jährlich findet im Juli am Strand des Sees in Enderndorf das Classic-Rock-Festival Lieder am See statt.

## Grundwasserspiegel
Durch den See stieg der Grundwasserspiegel in der Umgebung, weswegen in vielen Häusern der benachbarten Ortschaften mittlerweile Wassereinbrüche aufgetreten sind. Das Wasserwirtschaftsamt ergriff Maßnahmen und legte Drainagen und Tiefbrunnen an. Teilweise wurden Schäden zur Regulierung gemeldet, die aus Baumängeln früherer Jahre herrühren. Die Problembehandlung ist noch nicht abgeschlossen.

## Sonstiges
Im Juni 2025 fingen Angler einen zwei Meter langen und 90 Kilo schweren Wels im See, der mindestens fünf Badegäste verletzt hatte. Es wurde vermutet, dass der Wels ein Nest in der Nähe mit Nachwuchs verteidigen wollte.

## Bilder

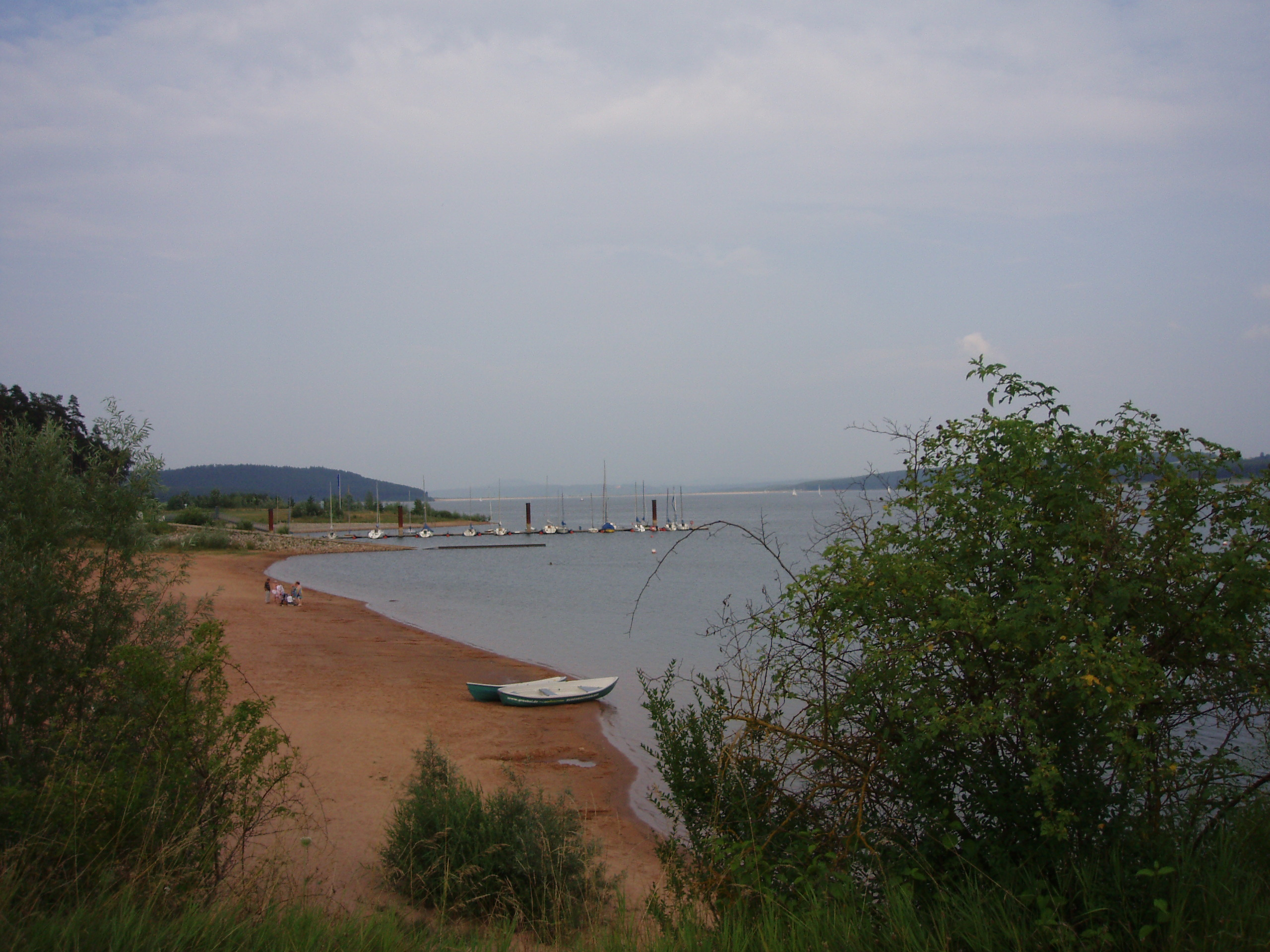
Sandstrand und Yachthafen bei Absberg
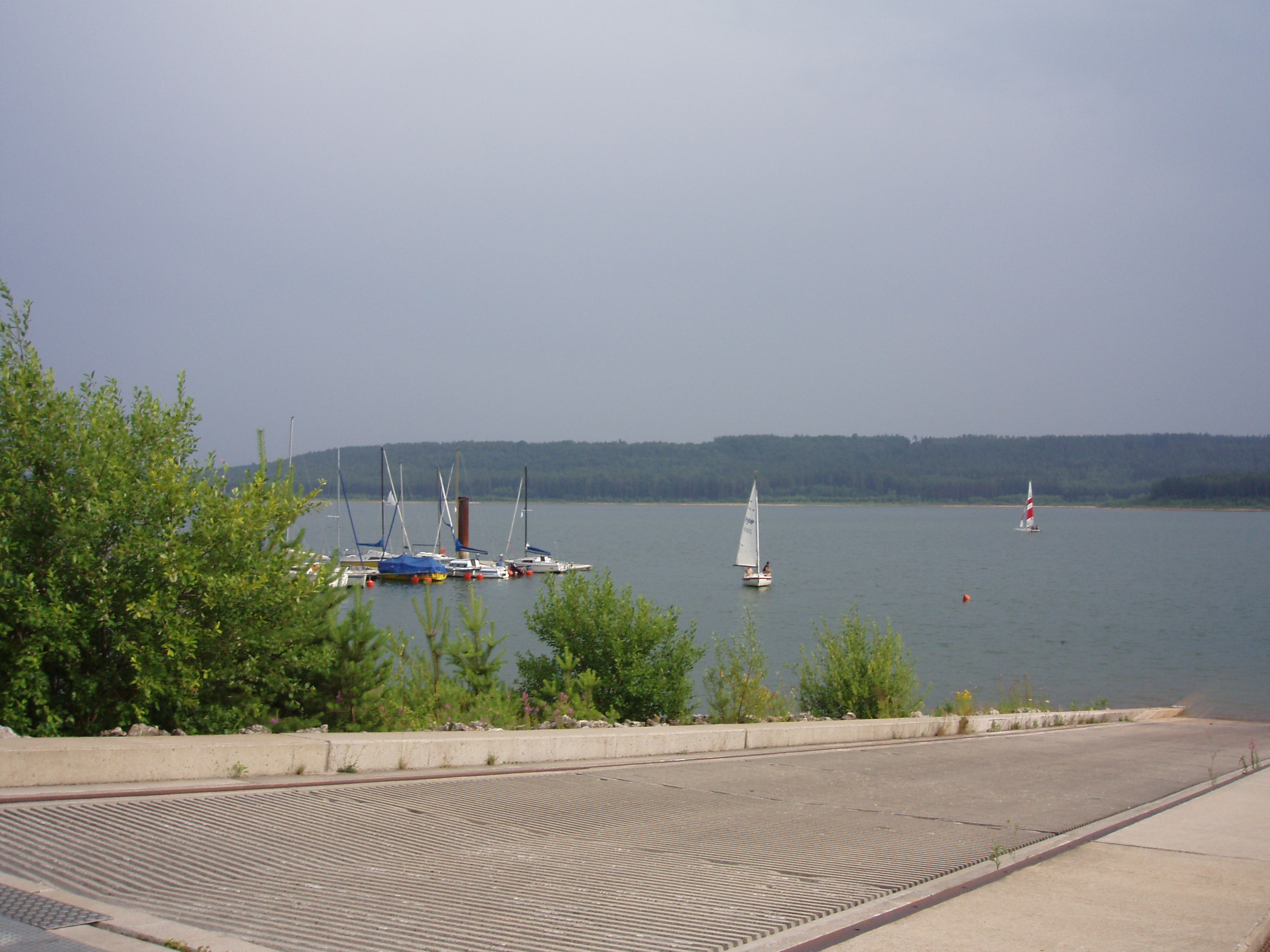
Slipanlage
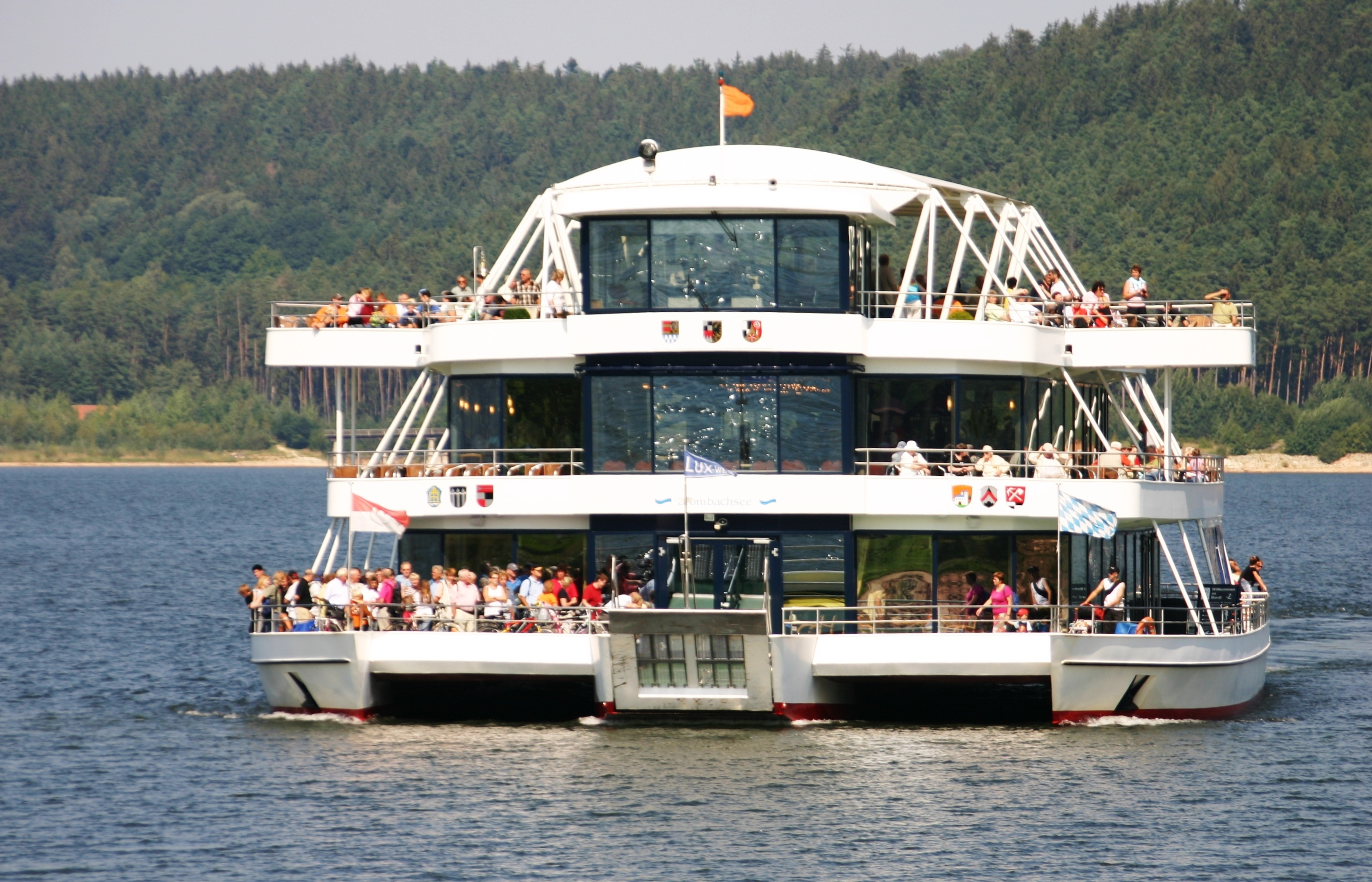
Trimaran MS Brombachsee
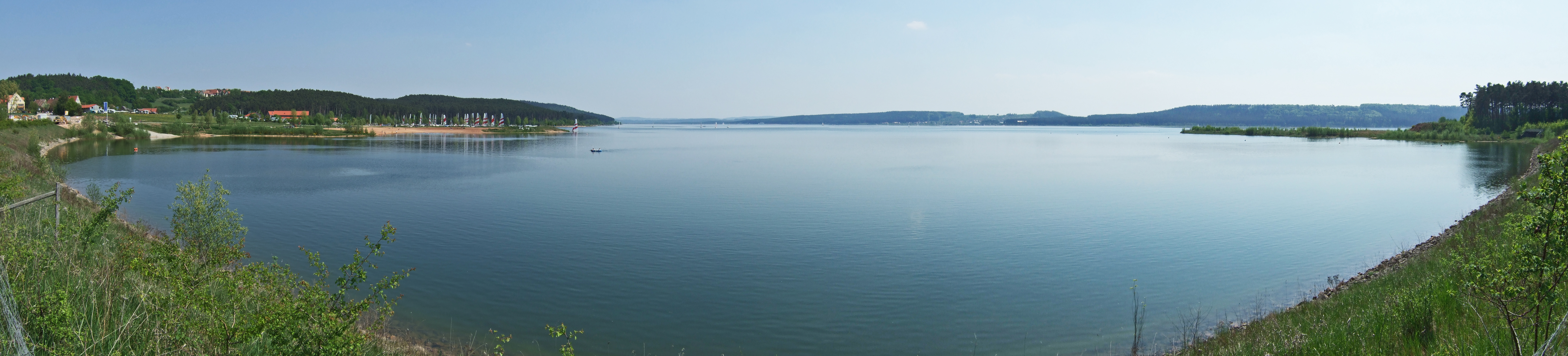
Panoramablick von der Igelsbachsperre Richtung Südosten
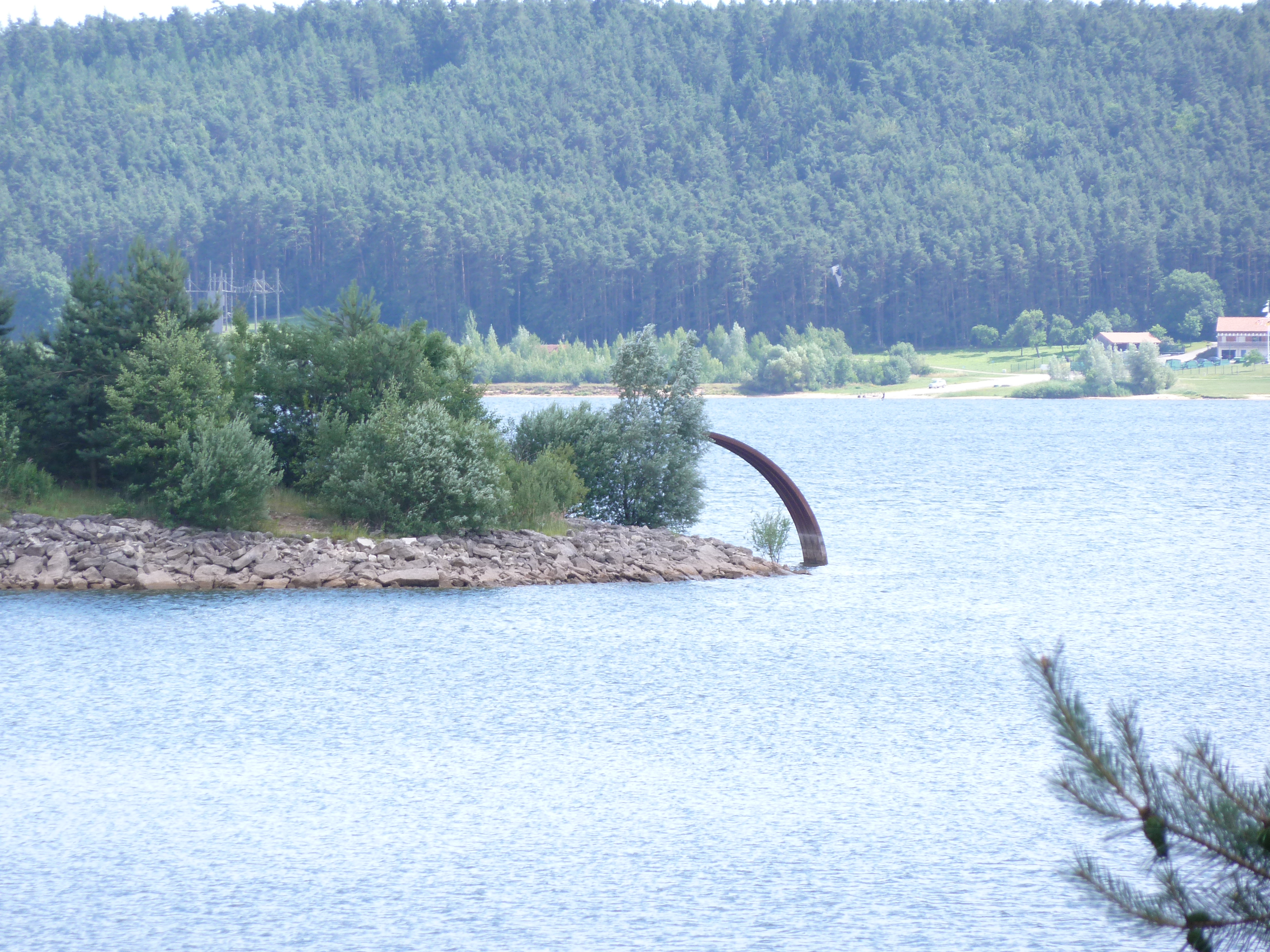
Kunst am See
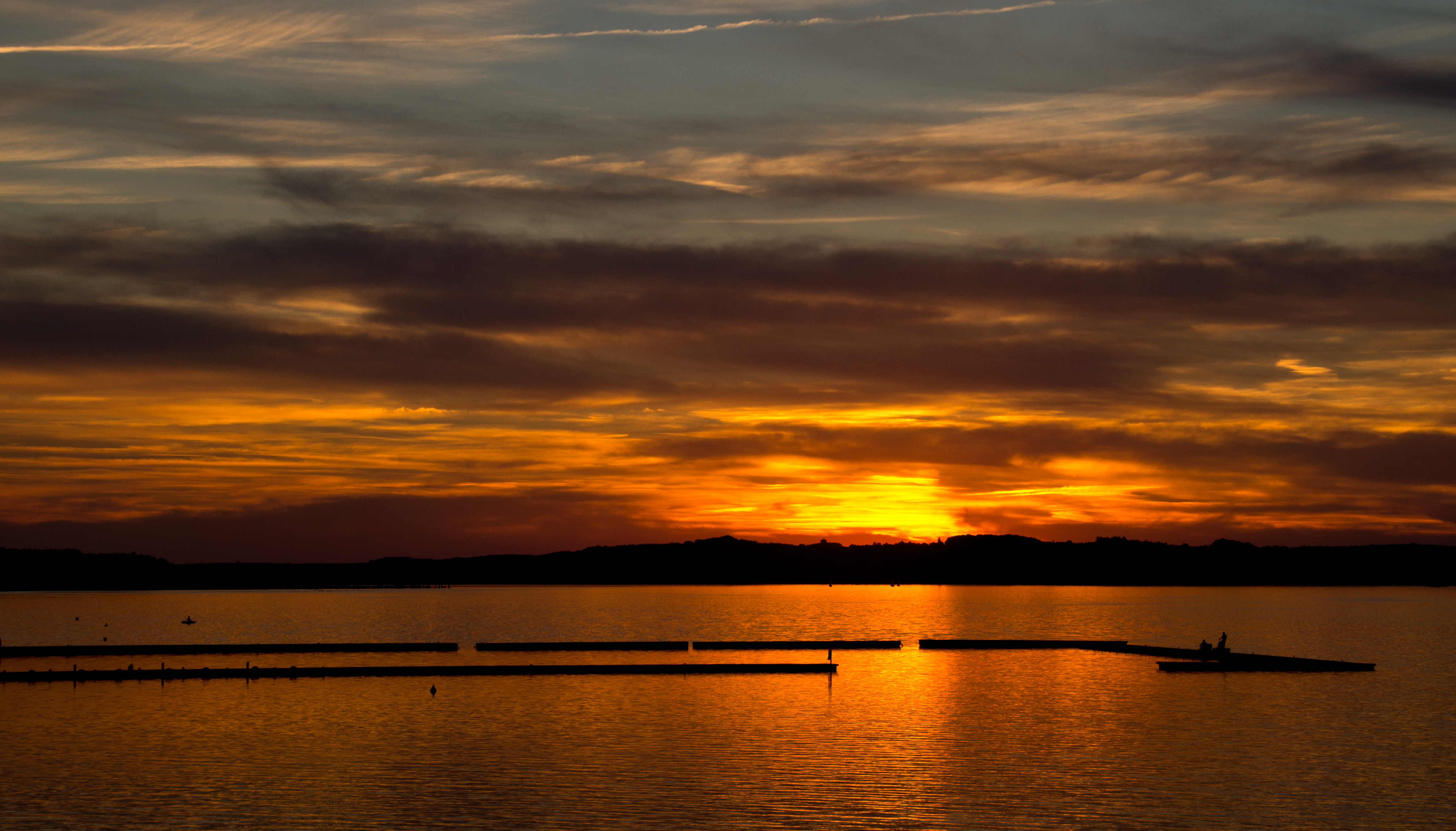
Sonnenuntergang am Großen Brombachsee